# オレゴンサイエンティフィック
オレゴンサイエンティフィック(Oregon Scientific)は、米国の家電メーカーである。主要な製品は、電波時計、天気予報機能付き置き時計、アラートモニタ、学習機器、フィットネス機器などがある。1989年にアメリカ合衆国オレゴン州で開業し、1997年に香港のIDTに買収され、完全子会社となった。

## 製品
- MEEP! - Android搭載、子供向け教育タブレット端末。
- MEEP!X2 - 初代MEEP!の後継機Androidタブレット端末。

## 歴史
- 2000年には、天気予報機能付きラジオで、悪天候のアラームを発する際にエラーを吐き出す不具合があったため、リコールされた。
- 2005年には、ロサンゼルスとパロアルト、テュアラティンで、独自の店舗を開業した[2]。

## ウェブサイト
- Hoovers: IDT International (parent company)
- IDT International Limited's website